# Сімнічень
Сімнічень, Сімнічені (рум. Simniceni) — село у повіті Олт в Румунії. Входить до складу комуни Вулпень.
Село розташоване на відстані 174 км на захід від Бухареста, 37 км на захід від Слатіни, 18 км на північ від Крайови.

## Населення
За даними перепису населення 2002 року у селі проживали 120 осіб, усі — румуни. Усі жителі села рідною мовою назвали румунську.